# آی‌ال‌وی سی.۲۴
آی‌ال‌وی سی. ۲۴ (به انگلیسی: IVL_C.24) یک هواگرد ملخ‌پیشین تک‌موتوره از نوع جنگنده ساخت شرکت IVL است. هواگرد آی‌ال‌وی سی. ۲۴ نخستین پروازش را در ۱۶ آوریل ۱۹۲۴ میلادی انجام داد. در مجموع، تعداد ۱ فروند از این هواگرد ساخته شده‌است.
طراح این هواگرد، Kurt Berger بود.